# Гилянська (порода курей)
Гилянська (рос. Гилянская) — порода курей, яку вважають однією з найстаріших російських порід курей.

## Історія
Належать до великих м'ясо-яєчних порід і їх завжди відрізняла висока несучість в зимовий період часу, коли інші породи курей майже не неслися. За зовнішні її подібності цю породу часто плутали з орловською породою, однак це дві абсолютно різні породи, хоча у багатьох заводчиків існує припущення, що саме гилянська порода курей була використана графом Орловим при створенні орловського породи. Але для точного підтвердження даної теорії необхідні детальні генетичні дослідження ДНК.
На те, що дана порода виникла задовго до появи орловської породи курей, вказують згадки про гилянських курей в книзі «Сива Старина Москви». Зверніть увагу, що роки життя царя Михайла Федоровича Романова припадають аж на 1596—1645 роки. І вже тоді в Москві тримали гилянських курей.
Наприкінці XIX століття порода вже була втрачена. Однак зовсім недавно, зовсім випадково, була виявлена популяція цієї породи курей, що збереглася в місцях її споконвічного ареалу — Дагестані (південна область сучасного Дагестану, що колись межувала з Перською державою, а точніше, з її провінцією Ґілян, звідки порода і взяла свою назву). На сьогоднішній день групою ентузіастів був організований Клуб Любителів гилянської породи курей в Дагестані і звідти почалася робота з відновлення популяції і приведення її до загальних параметрів Стандарту. У Москві цією справою займається любитель-птахівник Корольов Олександр.

## Характеристика
Голова середніх розмірів, витягнута, дзьоб середньої довжини, зігнутий. Гребінь горохоподібний, литий, горбистий, порослий щетинистими волосками. Очі оранжево-червоного або чорного кольору. Шия довга, є невеликий, але помітний загривок. Яскраво виражені баки і борода. У молодої птиці до року баки розвинені сильніше, ніж борода, і з віком борода стає потужнішою. Корпус півнів високо піднятий, напівбійцівського типу. Гомілки довгі, м'язисті, помітно виділяються. Плюсна довгі, товсті, міцні, без оперення. Навіть в добовому віці товщина плюсен курчати значно більша, ніж у простих курей. Хвіст невеликий, поставлений під кутом 60 градусів до лінії спини. Корпус витягнутий з мускулами, груди широкі, широкі плечі. Перо у птиці щільне, але не пухке.
Птах дуже добре переносить низькі температури, але не комфортно відчуває себе в спеку. Інстинкт насиджування збережений, хороші квочки. Курчата оперяються повільно, проте стійкі до хвороб і мають хороший імунітет. Повного розвитку птах досягає тільки на другий рік життя.

## Галерея

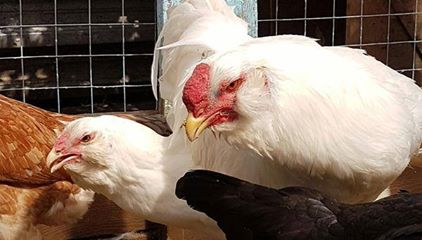
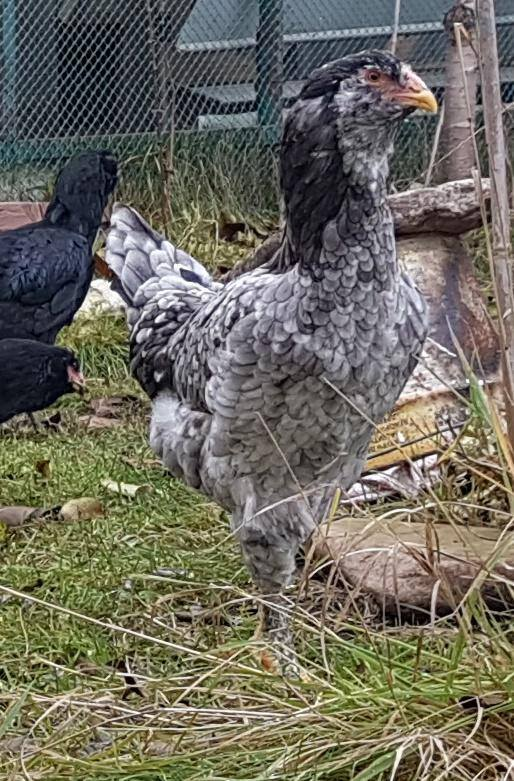
Молода гилянська курочка
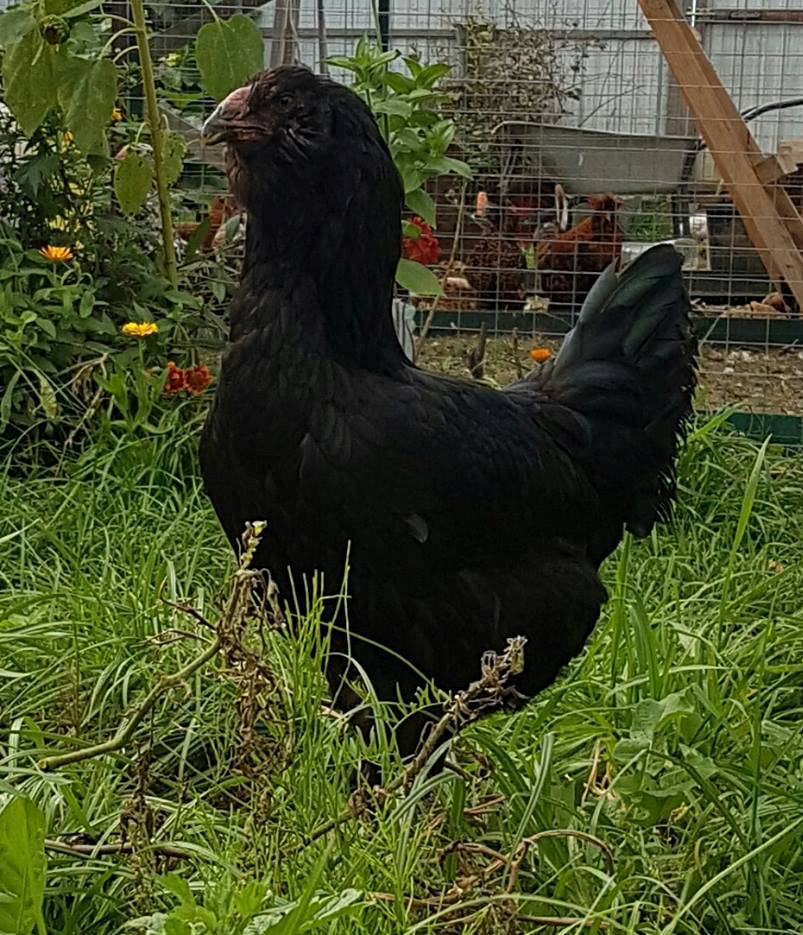
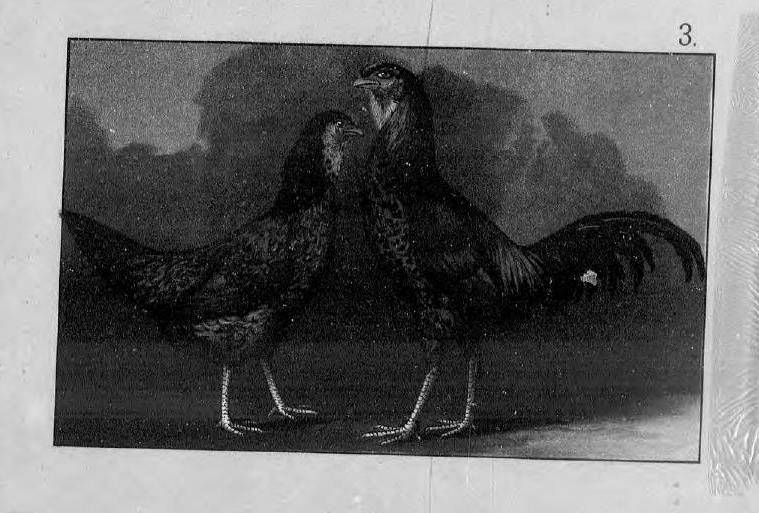
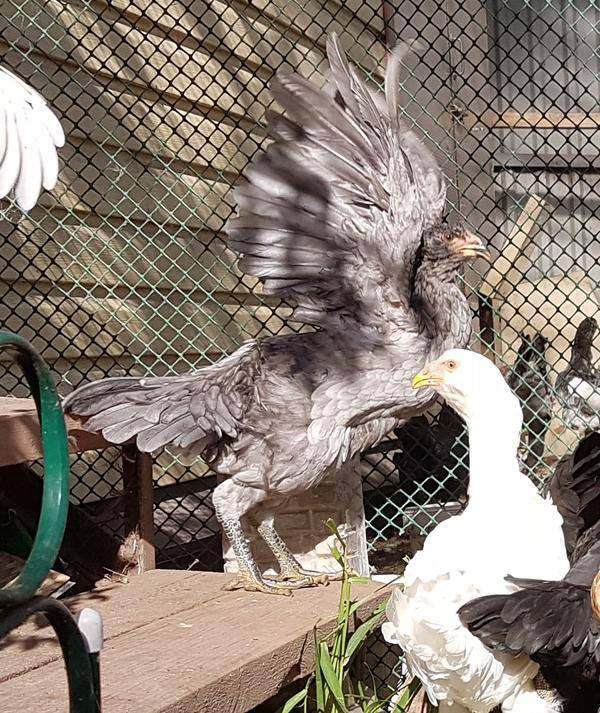
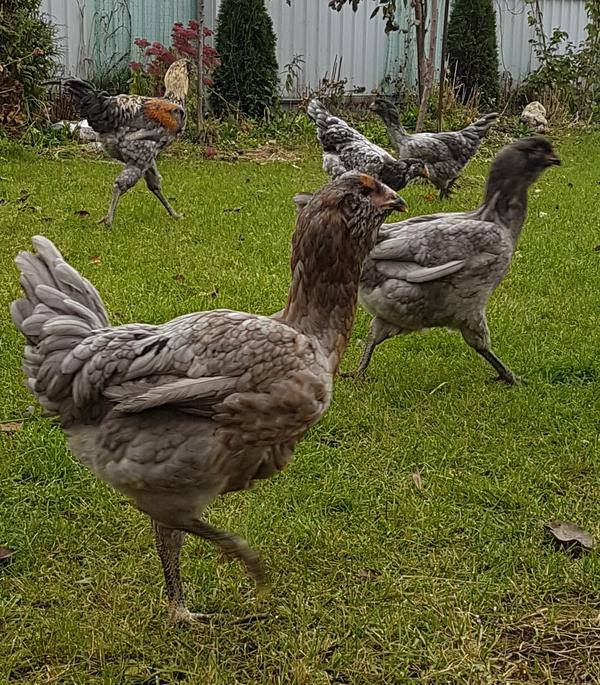